# Saison 2012-2013 de l'AS Saint-Étienne
Maillots
Chronologie
Saison précédente Saison suivante
Lors de la saison 2012-2013, l'AS Saint-Étienne participe à la Ligue 1 pour la 60e fois, à la Coupe de France pour la 79e fois, à la Coupe de la Ligue pour la 19e fois.
Durant cette saison, l'ASSE décroche son premier titre majeur depuis 1981 (son dernier titre officiel remontant cependant à 2004 avec le trophée du championnat de Ligue 2) avec la victoire en finale de la Coupe de la Ligue, le 20 avril 2013, et renoue avec la coupe d'Europe par la même occasion grâce à son billet pour la Ligue Europa.

## Historique

### L'avant-saison
Après cinq semaines de coupure, les joueurs de l'AS Saint-Étienne reprennent l'entraînement le mercredi 27 juin 2012 et se préparent à six semaines et demie de préparation. Contrairement à d'habitude, un seul stage est programmé, dans un souci d'intégrer les éventuels nouveaux joueurs et d'attendre que l'effectif soit alors complet avant de partir. L'Étrat permettra alors aux Verts de faire de la course, du vélo, et des excursions dans les bois avant le seul stage, à Aix-les-Bains, à partir du 24 ou 25 juillet 2012 et pour une durée de dix jours environ, et les matchs amicaux.
Le 28 juin 2012, l'AS Saint-Étienne devient officiellement propriétaire de son centre administratif, d'entraînement et de formation, qu'elle louait jusque-là à Saint-Étienne Métropole, contre 6,2 millions d'euros. Ce rachat permettra au club de moderniser les installations sportives mais également améliorer les conditions d'accueil des spectateurs en construisant une tribune ou encore une brasserie.
Le premier match de préparation, en amical, oppose l'ASSE au Gazélec Ajaccio, dans le stade du Puy-en-Velay, le 13 juillet 2012 ; alors que les Verts dominent la rencontre et ouvre la marque en deuxième mi-temps grâce à un pénalty tiré par Fabien Lemoine, ils se font égaliser dans les dernières minutes. 1-1, score final. Les Stéphanois font également match nul contre le RC Lens, à Lens, le 20 juillet 2012 avec un score final de 0-0. La première victoire en amical vient enfin cinq jours plus tard contre Tours FC à Tours avec deux buts inscrits par Loïc Perrin en première période, puis Josua Guilavogui en seconde ; les deux équipes se quittent sous le score de 0-2. Malheureusement, les Verts concèdent juste après, le 28 juillet 2012, leur première défaite contre le club portugais du Sporting Portugal à Lisbonne où ils perdent 3-1 ; le seul but stéphanois sera marqué par Bakary Sako. Les Foréziens enchaînent avec une seconde défaite, quatre jours plus tard, contre l'OGC Nice à Albertville (0-1). Enfin, lors du dernier match de préparation qui a lieu le 4 août 2012, une semaine avant la reprise de la Ligue 1, l'AS Saint-Étienne ouvre la marque avec Max-Alain Gradel en seconde période contre Évian Thonon-Gaillard, à Aix-les-Bains, mais se font revenir au score par la suite ; score final, 1-1. Deux défaites, trois nuls, une victoire ; le bilan des matchs de préparation est donc très mitigé.

### Début de championnat
Lors du premier match de la saison, le 11 août 2012, les Stéphanois reçoivent à Geoffroy-Guichard les Lillois. Après avoir tenu tête aux Dogues pendant une mi-temps, ces derniers prennent l'avantage sur un coup de pied arrêté. Par la suite, Renaud Cohade sert Romain Hamouma, tous deux entrés sur la pelouse depuis peu, et ce dernier marque son premier but sous le maillot vert. Les Verts espéraient alors conserver le match nul jusqu'au bout mais, dans les dernières secondes, les Nordistes marquent et gagnent la rencontre grâce à un but de Benoît Pedretti. Les Stéphanois perdent de nouveau la journée suivante contre le Toulouse FC. Menés à la pause (1-0), les Toulousains inscrivent ensuite un nouveau but et le pénalty marqué par Max-Alain Gradel dans le temps additionnel ne change pas le cours du match (2-1, score final). Christophe Galtier annonce alors que tout le monde doit dès à présent se remettre en cause, y compris lui, afin de sortir de ce mauvais pas. Ses propos sont suivis d'effet le 26 août, les Stéphanois survolent la rencontre contre les Brestois et s'imposent grâce à quatre buts inscrits par Pierre-Emerick Aubameyang, qui signe un doublé, Romain Hamouma et Josuha Guilavogui (4-0, score final). Les Verts enchaînent avec une deuxième victoire contre le SC Bastia, invaincus sur leur terrain depuis deux ans, grâce à des buts inscrits par Cohade, Aubameyang et Guilavogui (0-3, score final).

### Octobre-novembre: série de victoires puis mois de décembre difficile
Les « Verts » pensent alors enfin avoir lancé leur saison mais ils rechutent deux semaines plus tard à domicile face au FC Sochaux (0-1), sur un but de Thierry Dubaï. L'équipe enchaine avec deux matches nuls face au Montpellier HSC (1-1) et face au Stade de Reims (0-0), avant une victoire probante (4-0) face à l'AS Nancy-Lorraine.
Après un nul satisfaisant sur le terrain de l'OGC Nice (1-1), les Stéphanois enchainent les succès à la fois en championnat et en Coupe de la ligue, compétition dans laquelle ils parviennent à se hisser en demi-finale à la suite de victoires sur les terrains du FC Lorient (1-1, 0 tab à 3) et du FC Sochaux (0-3) puis, face au PSG (0-0, 5 Tab à 4). En championnat, l'ASSE l'emporte face au Stade rennais (2-0), au Parc des Princes face au PSG (1-2), face à l'ES Troyes AC (2-0) et face à Valenciennes FC (1-0). Les joueurs ne concèdent sur cette période, marquée par la réussite du buteur Pierre-Emerick Aubameyang, qu'un match nul face à Evian TG (2-2 après avoir mené 0-2).
L'équipe n'inscrit aucun but lors du mois de décembre et concèdent des matchs nuls 0-0 contre l'AC Ajaccio et les Girondins de Bordeaux. Elle perd également le derby face à l'Olympique lyonnais (0-1) et s'incline (1-0) au stade Vélodrome face à l’Olympique de Marseille juste avant la trêve.

### Janvier-février: retour vers le haut du tableau
L'AS Saint-Étienne commence son année 2013 par une victoire sur la pelouse du Stade Malherbe Caen, club de Ligue 2 (2-3) en 32e de finale de la Coupe de France. En championnat, le club réalise un match nul face au Toulouse FC (2-2) puis s'impose lors des quatre rencontres suivantes disputées au Stade brestois 29 (0-1), face au SC Bastia (3-0), au FC Sochaux (1-2), et face au Montpellier HSC (4-1). Les Verts se retrouvent alors à la 4e place du classement de la ligue 1, juste derrière l'Olympique lyonnais.
Les verts se qualifient également pour la finale de la Coupe de la ligue en battant le Lille OSC (0-0, 7 Tab à 6) puis atteignent également les quarts de finale de la Coupe de France en battant difficilement les amateurs de Meaux en seizième (0-0, 2 tab à 4) puis encore Lille OSC (3-2) en huitième. Le mois de février se termine sur deux nouveaux succès en Ligue 1 obtenus à l'AS Nancy-Lorraine (0-3) et face à l'OGC Nice (4-0), le second étant toutefois entaché de la très grave blessure de Jérémy Clément victime d'une double fracture tibia-péroné sur un tacle appuyé de Valentin Eysseric : saison terminée pour les 2 joueurs, l'un blessé et l'autre suspendu 11 matches par la LFP.

### Victoire en Coupe de la ligue et cinquième place en championnat
Cette série est ensuite suivie de trois matches nuls consécutifs sur le même score de 2-2 obtenus au Stade rennais et à l'ES Troyes AC puis face au PSG. Le mois d'avril débute par une courte victoire face à Évian TG (1-0) puis un nul (0-0) à Valenciennes FC.
Éliminés en quart-de-finale de la Coupe de France par le FC Lorient (1-2), l'ASSE dispute le 20 avril la finale de la Coupe de la Ligue face au Stade rennais. Les Verts s'imposent 1-0 sur un but de Brandao et remporte ainsi son premier trophée depuis 1981 (si l'on exclut les titres de champion de ligue 2 en 1999 et 2004), synonyme de qualification pour la Ligue Europa 2013-2014.
En championnat, les verts l'emportent face à l'AC Ajaccio (4-2) et peuvent croire alors à la troisième place du championnat qui entraîne une qualification en Ligue des champions. Mais les trois matches sans victoire qui suivent à l'OL (1-1), face aux Girondins de Bordeaux (0-0) et sur le terrain du FC Lorient (défaite 3-1) mettent fin aux rêves des joueurs stéphanois. Les Verts s'imposent ensuite 2-0 à domicile face à l'Olympique de Marseille puis terminent la saison par un nul (1-1) sur la pelouse du Lille OSC, terminant ainsi à la 5e place du championnat. Le meilleur buteur du club cette saison est Pierre-Emerick Aubameyang avec 21 buts à son actif. C'est la meilleure saison de l'ASSE depuis celle de 2007-2008.

## Les joueurs et le club lors de la saison 2012-2013

### Mercato

#### Mercato d'été
Le 22 mai 2012, Christophe Galtier et Roland Romeyer annoncent que Florent Sinama-Pongolle, prêté, avec une option d'achat, par le Sporting Portugal depuis juin 2011, ne sera pas conservé dans l'équipe pour cette saison. Le 24 mai 2012, Laurent Batlles annonce sa retraite sportive à 36 ans, après une carrière footballistique de dix-neuf ans dont deux chez les Verts. Il intègre alors la cellule de recrutement du club, aux côtés de Thierry Oleksiak. Après audition des dirigeants du club sur les finances de l'ASSE, le 31 mai 2012, la DNCG valide le budget prévisionnel présenté pour la saison 2012-2013 le 18 juin 2012.
L'AS Saint-Étienne tient sa première recrue en la personne de Renaud Cohade (27 ans) ; l'ancien joueur du Valenciennes FC, libre, signe son contrat de trois ans le 19 juin 2012. Le même jour, Albin Ebondo quitte le club, son contrat étant d'une durée de deux ans avec une année supplémentaire en option et les deux parties ayant décidé de se séparer à l'amiable. Yoric Ravet est lui prêté, sans option d'achat, au SCO d'Angers le 20 juin 2012 pour la saison. Le 21 juin 2012, Loris Néry, qui n'entrait plus dans les plans de l'entraîneur déjà la saison précédente, s'engage avec le Valenciennes FC. Le 3 juillet 2012, Gelson Fernandes, libéré de sa dernière année de contrat, part au Sporting Portugal,.
La deuxième recrue arrive le 9 juillet 2012 : il s'agit du défenseur François Clerc (29 ans), ancien niçois et libre lui aussi. Il signe un contrat de trois ans,. Paulão, quant à lui, prêté depuis janvier 2012 au Betis Séville, est transféré définitivement dans ce club le 11 juillet 2012. Faouzi Ghoulam, par ailleurs, continue son aventure en vert en prolongeant son contrat jusqu'en 2016, le 17 juillet 2012.
Le 19 juillet 2012, après de longues semaines de négociations, et en concurrence avec le Lille OSC et l'Olympique de Marseille notamment, l'AS Saint-Étienne enregistre l'arrivée de sa troisième recrue : Romain Hamouma (25 ans). Le caennais a signé un contrat de quatre ans, et le transfert est évalué à 4 millions d'euros, bonus compris. Le 27 juillet 2012, après deux saisons en vert et alors qu'il lui reste un an à passer sous le maillot stéphanois, Sylvain Marchal résilie son contrat et s'engage avec le SC Bastia. Jérémie Janot, l'emblématique gardien stéphanois, au club depuis plus de vingt ans, et qui avait déjà été prêté au FC Lorient en mai 2012 en tant que joker médical, quitte le Forez et signe un contrat de trois ans avec Le Mans FC le 2 août 2012. Il indique toutefois, sur Twitter, qu'il reviendra à Saint-Étienne à l'issue de ce contrat pour intégrer le staff des Verts.
La quatrième recrue du mercato estival des Verts arrive le 13 août 2012, quelques jours après la reprise du championnat, en la personne du brésilien Brandão (32 ans), libre, qui paraphe un contrat d'une durée de deux ans. L'ancien attaquant marseillais se déclare heureux de venir à Saint-Étienne et annonce être prêt à « [se] battre pour ce maillot », « à mourir pour lui ». Le lendemain, Moustapha Bayal Sall, dans le groupe dit des « lofteurs » (exclus des groupes pro et CFA) puis prêté à l'AS Nancy-Lorraine l'année passée, renégocie son contrat : il sera stéphanois jusqu'en 2015 mais verra son salaire diminué de manière significative, ce qui lui permettra de réintégrer le groupe pro. Le 29 août 2012, l'attaquant Lynel Kitambala est prêté, avec une option d'achat, au SG Dynamo Dresde, club de division 2 allemande. Le même jour, Bakary Sako signe au Wolverhampton Wanderers FC, club de division 2 anglaise, contre 2,5 millions d'euros.
Le 4 septembre 2012, dernier jour du mercato d'été, l'ASSE s'attache les services de Florentin Pogba (22 ans) pour quatre ans contre 500 000 € ; bien que dernière recrue de ce mercato, il est prêté dans la foulée au CS Sedan Ardennes, son dernier club, jusqu'à la fin de la saison et n'intégrera véritablement l'effectif stéphanois en juin 2013. Un peu plus tôt dans la journée, Idriss Saadi est prêté au Gazélec Ajaccio jusqu'à la fin de la saison.
| Mercato d’été           |             |                  |                          |                                              |
| Nom                     | Nationalité | Date             | Nature/Montant           | Provenance/Destination                       |
| Arrivées                |             |                  |                          |                                              |
| Renaud Cohade           | France      | 19 juin 2012     | Libre                    | Valenciennes FC (Ligue 1)                    |
| François Clerc          | France      | 9 juillet 2012   | Libre                    | OGC Nice (Ligue 1)                           |
| Romain Hamouma          | France      | 19 juillet 2012  | 4 000 000 € (dont bonus) | SM Caen (Ligue 2)                            |
| Brandão                 | Brésil      | 13 août 2012     | Libre                    | Olympique de Marseille (Ligue 1)             |
| Florentin Pogba         | France      | 4 septembre 2012 | 500 000 €                | CS Sedan Ardennes (Ligue 2)                  |
| Départs                 |             |                  |                          |                                              |
| Florent Sinama-Pongolle | France      | 22 mai 2012      | Retour de prêt           | Sporting Portugal (Liga Sagres)              |
| Albin Ebondo            | France      | 19 juin 2012     | Libre                    | -                                            |
| Loris Néry              | France      | 21 juin 2012     | 800 000 €                | Valenciennes FC (Ligue 1)                    |
| Gelson Fernandes        | Suisse      | 3 juillet 2012   | Libre                    | Sporting Portugal (Liga Sagres)              |
| Paulão                  | Brésil      | 11 juillet 2012  | Libre                    | Betis Séville (Liga BBVA)                    |
| Sylvain Marchal         | France      | 27 juillet 2012  | Libre                    | SC Bastia (Ligue 1)                          |
| Jérémie Janot           | France      | 2 août 2012      |                          | Le Mans FC (Ligue 2)                         |
| Bakary Sako             | France      | 29 août 2012     | 2 500 000 €              | Wolverhampton Wanderers FC (FL Championship) |
| Prêts                   |             |                  |                          |                                              |
| Yoric Ravet             | France      | 20 juin 2012     | Prêt                     | Angers SCO (Ligue 2)                         |
| Lynel Kitambala         | France      | 29 août 2012     | Prêt avec option d'achat | SG Dynamo Dresde (2. Bundesliga)             |
| Idriss Saadi            | France      | 4 septembre 2012 | Prêt                     | Gazélec Ajaccio (Ligue 2)                    |
| Florentin Pogba         | France      | 4 septembre 2012 | Prêt                     | CS Sedan Ardennes (Ligue 2)                  |

#### Mercato d'hiver
Le 1er janvier 2013, au premier jour du mercato d'hiver, l'AS Saint-Étienne enregistre l'arrivée du milieu offensif nancéien Yohan Mollo (23 ans), pour un prêt de six mois.
La deuxième recrue hivernale arrive du côté de l'Étrat le 10 janvier 2013, en la personne de l'ailier gauche Andreas Laudrup (22 ans), fils de l'international danois Michael Laudrup, en provenance du FC Nordsjælland et sous la forme d'un prêt avec option d'achat.
Enfin, au dernier jour du mercato d'hiver, le milieu de terrain Mathieu Bodmer (30 ans), en manque de temps de jeu au Paris Saint-Germain, est prêté par le club de la capitale jusqu'à la fin de la saison le 31 janvier 2013.
| Mercato d’hiver |             |                  |                          |                                    |
| Nom             | Nationalité | Date             | Nature/Montant           | Provenance/Destination             |
| Arrivées        |             |                  |                          |                                    |
| Yohan Mollo     | France      | 1er janvier 2013 | Prêt                     | AS Nancy-Lorraine (Ligue 1)        |
| Andreas Laudrup | Danemark    | 10 janvier 2013  | Prêt avec option d'achat | FC Nordsjælland (Danish Superliga) |
| Mathieu Bodmer  | France      | 31 janvier 2013  | Prêt                     | Paris SG (Ligue 1)                 |

### Équipementier et sponsors

Adidas, équipementier de l'ASSE depuis juin 2005.

Adidas habille les joueurs stéphanois pour la huitième année consécutive. Au cours de la saison 2010-2011, et comme pour l'Olympique de Marseille et l'Olympique lyonnais auparavant, Adidas a sollicité la participation des supporters stéphanois à la conception des maillots de cette saison 2012-2013, notamment grâce à une réunion organisée le 25 février 2011 avec un représentant de chaque groupe (Magic Fans, Green Angels, Associés Supporters, USS et les Indépendantistes). Les principales idées proposées par leurs membres servent alors d'inspiration pour les designers de la marque aux trois bandes.
Les maillots domicile et extérieur des Verts sont présentés officiellement le 11 juillet 2012, au cours d'une animation à la Boutique des Verts, près du stade Geoffroy-Guichard.
Pour le maillot domicile, le club souhaitant revenir à un maillot tout vert, celui ne comprend qu'une seule teinte de vert, le « vert fairway », rappelant celui utilisé lors des années 1970 et 1980. Le maillot est cependant zébré de bandes réagissant à la lumière.
De plus, l'étoile rouge, bleu et blanche du logo est présente, pour la première fois, au dos du maillot, rappelant le palmarès de l’ASSE. Le slogan « Allez les Verts » est également présent à l’intérieur du col pour, selon Adidas, rendre hommage à l’engagement des supporters stéphanois pour leur club.
La tenue extérieure présente une bande verticale bicolore (avec les deux nuances de verts utilisées les années précédentes) au niveau du blason. Une bande, verte claire, est également présente sur les flancs, tout comme le col. L'inscription « AS Saint-Étienne » est présente au niveau de la nuque, comme l'an passé.
Au niveau du sponsoring, Winamax, sponsor maillot depuis 2010 et dont le contrat arrivait à échéance, prolonge son contrat de parternariat de deux années supplémentaires. Pour Roland Romeyer, président du directoire du club, ceci permettra à l'ASSE « de poursuivre sa progression en s'appuyant sur des bases solides » tandis que pour Canel Frichet, directrice générale de l'entreprise, Winamax avait « à cœur d'accompagner [l'AS Saint-Étienne] dans la durée et de faire partie intégrante de son histoire ».
Le Conseil général de la Loire et Mister-Auto.com conservent leur place sur le maillot (respectivement sur la poitrine et au-dessus du sponsor principal) tandis que Markal, société spécialisée dans le secteur des céréales et produits biologiques, apparaît sur la manche gauche, et Triangle intérim, entreprise spécialisée dans le recrutement par intérim, dans le bas du dos. Le Conseil général et Saint-Étienne Métropole apparaissent également de nouveau sur le short.
La règlementation française permettant désormais, et dès cette saison, de placer un sponsor au dos du short, c'est la marque Rapid Croq', premier réseau spécialisé en alimentation et accessoires pour animaux de compagnie, qui se trouvera à cet endroit de la tenue pour deux saisons.
Le 15 avril 2013, l'AS Saint-Étienne présente le maillot avec lequel les joueurs joueront la finale de la Coupe de la Ligue. Le vert utilisé est plus foncé que celui du maillot domicile ; les trois bandes sur les manches, caractéristiques d'Adidas, et le col sont en or, tout comme le flocage et le sponsor Winamax. De fines bandes dorées verticales zèbrent également le torse. Mis en vente uniquement à quatre cents exemplaires à la Boutique des Verts, le stock est écoulé en deux jours.

## Statistiques

### Classement des buteurs
Au 18 mai 2013, les Verts ont inscrit en tout 59 buts en Ligue 1, dont 36 à domicile. Douze joueurs stéphanois ont marqué en championnat ; voici le classement des buteurs :
| Place | Nom                       | Division 1 | Coupe de France | Coupe de la Ligue | TOTAL des BUTS |
| 1     | Pierre-Emerick Aubameyang | 19 buts    | 2 buts          | -                 | 21 buts        |
| 2     | Brandão                   | 11 buts    | 1 but           | 2 buts            | 14 buts        |
| 3     | Romain Hamouma            | 4 buts     | -               | 2 buts            | 6 buts         |
| 4     | Josuha Guilavogui         | 3 buts     | 2 buts          | -                 | 5 buts         |
| 5     | Yohan Mollo               | 4 buts     | -               | -                 | 4 buts         |
| 5     | Renaud Cohade             | 4 buts     | -               | -                 | 4 buts         |
| 7     | Max-Alain Gradel          | 3 buts     | -               | -                 | 3 buts         |
| 8     | Mathieu Bodmer            | 2 buts     | -               | -                 | 2 buts         |
| 8     | Kurt Zouma                | 2 buts     | -               | -                 | 2 buts         |
| 8     | Loïc Perrin               | 2 buts     | -               | -                 | 2 buts         |
| 11    | Fabien Lemoine            | 1 but      | -               | -                 | 1 but          |
| 11    | François Clerc            | 1 but      | -               | -                 | 1 but          |
| 11    | Alejandro Alonso          | -          | -               | 1 but             | 1 but          |
| 11    | Kévin Mayi                | -          | 1 but           | -                 | 1 but          |
| #     | contre son camp           | 3 buts     | 1 buts          | -                 | 4 buts         |
| Total | 14 buteurs                | 59 buts    | 7 buts          | 5 buts            | 71 buts        |

Date de mise à jour : le 19 mai 2015.
L'AS Saint-Étienne a pu également bénéficier d'un but contre son camp de la part de Mamadou Sakho (joueur du Paris SG), Alex (joueur du PSG également) et Bertrand Laquait (joueur de Évian TG).
Les Stéphanois ont marqué à cinq reprises en Coupe de la Ligue grâce à Brandão (à deux reprises, dont la finale),, Romain Hamouma (à deux reprises) et Alejandro Alonso, en ne comptant par les tirs au but. En Coupe de France, les Verts ont inscrit cinq buts grâce à Joshua Guilavogui (à deux reprises), Kévin Mayi, Pierre-Emerick Aubameyang, Brandão, de nouveau sans prendre en compter les tirs au but ; l'AS Saint-Étienne a également bénéficié d'un but contre son camp de Aurélien Chedjou (joueur du LOSC Lille).
À noter que l'ASSE a marqué à cinq reprises en amical grâce à Fabien Lemoine, Loïc Perrin, Josuha Guilavogui, Bakary Sako et Max-Alain Gradel.

### Classement des passeurs décisifs
Mise à jour le 8 juillet 2014
Sur les 60 buts inscris en Ligue 1, 45 l'ont été grâce à une passe décisive. Les Verts comptent treize passeurs décisifs ; voici leur classement :
- Yohan Mollo : 11 passes décisives
- Pierre-Emerick Aubameyang : 8 passes décisives
- Renaud Cohade : 6 passes décisives
- Jonathan Brison : 3 passes décisives
- Faouzi Ghoulam : 3 passes décisives
- Romain Hamouma : 3 passes décisives
- Max-Alain Gradel : 2 passes décisives
- Fabien Lemoine : 2 passes décisives
- Brandão : 2 passes décisives
- François Clerc : 2 passes décisives
- Alejandro Alonso : 1 passe décisive
- Mathieu Bodmer : 1 passe décisive
- Josuha Guilavogui : 1 passe décisive

### Les onze de départ
Mise à jour le 9 décembre 2012

### Statistiques individuelles
Mise à jour le 8 juillet 2014

### Statistiques européennes du club
Points et classement des Verts dans le classement européen des clubs de football :
| -      | août | sept. | oct. | nov. | déc. | janv. | févr. | mars | avr. | mai | juin |
| points | 49   | 52    | 55   | 63   | 75   | 72    | 88    | 96   | 96   | 104 | 107  |
| place  | 115e | 115e  | 112e | 110e | 102e | 109e  | 107e  | 97e  | 102e | 97e | 98e  |

Coefficient UEFA de l'AS Saint Étienne :
| -     | août   | sept.  | oct.   | nov.   | déc.   | janv.  | févr.  | mars   | avr.   | mai    | juin   |
| coef. | 24,766 | 25,033 | 25,266 | 25,565 | 26,066 | 26,466 | 26,566 | 26,666 | 26,733 | 26,800 | 26,800 |
| place | 68e    | 68e    | 67e    | 73e    | 74e    | 74e    | 75e    | 77e    | 78e    | 78e    | 78e    |

Date de mise à jour : le 7 juin 2013.

## Rencontres de la saison
Mise à jour le 7 septembre 2012
Au 7 septembre 2012, l'AS Saint-Étienne a joué 11 matchs, dont 4 en championnat et 7 en amical. Tout cela pour un total de 3 victoires, 3 nuls et 5 défaites.

### Matchs amicaux
| Date       | N o | Adversaire                        | Lieu                 | Résultat | Buteurs pour Saint-Étienne  |
| ---------- | --- | --------------------------------- | -------------------- | -------- | --------------------------- |
| 13/07/2012 | #01 | Gazélec Ajaccio (L2)              | Puy-en-Velay         | 1 - 1    | Lemoine 58e (pen.)          |
| 20/07/2012 | #02 | RC Lens (L2)                      | Lens                 | 0 - 0    |                             |
| 25/07/2012 | #03 | Tours FC (L2)                     | Tours                | 0 - 2    | Perrin 29e, Guilavogui 54e  |
| 28/07/2012 | #04 | Sporting Portugal (D1 portugaise) | Lisbonne             | 3 - 1    | Sako 75e                    |
| 01/08/2012 | #05 | OGC Nice (L1)                     | Albertville          | 0 - 1    |                             |
| 04/08/2012 | #06 | Évian TG (L1)                     | Aix-les-Bains        | 1 - 1    | Gradel 49e                  |
| 07/09/2012 | #07 | Dijon FCO (L2)                    | Saint-Maurice-l'Exil | 3 - 4    | Alonso 50e 90e, Aleksić 69e |

### Championnat

#### Matchs aller
| Date       | N o | Adversaire             | Lieu | Résultat | Buteurs pour Saint-Étienne                      | Points | Place |
| ---------- | --- | ---------------------- | ---- | -------- | ----------------------------------------------- | ------ | ----- |
| 11/08/2012 | J01 | Lille OSC              | Dom. | 1 - 2    | Hamouma 74e                                     | 0      | 15    |
| 18/08/2012 | J02 | Toulouse FC            | Ext. | 2 - 1    | Gradel 90 +2e (pen.)                            | 0      | 15    |
| 26/08/2012 | J03 | Stade brestois         | Dom. | 4 - 0    | Aubameyang 13e 63e, Hamouma 30e, Guilavogui 61e | 3      | 10    |
| 01/09/2012 | J04 | SC Bastia              | Ext. | 0 - 3    | Cohade 11e, Aubameyang 26e, Guilavogui 89e      | 6      | 7     |
| 15/09/2012 | J05 | FC Sochaux-Montbéliard | Dom. | 0 - 1    |                                                 | 6      | 9     |
| 22/09/2012 | J06 | Montpellier HSC        | Ext. | 1 - 1    | Aubameyang 45 +2e                               | 7      | 10    |
| 29/09/2012 | J07 | Stade de Reims         | Dom. | 0 - 0    |                                                 | 8      | 11    |
| 06/10/2012 | J08 | AS Nancy-Lorraine      | Dom. | 4 - 0    | Brandão 9e 21e, Hamouma 19e, Aubameyang 25e     | 11     | 9     |
| 20/10/2012 | J09 | OGC Nice               | Ext. | 1 - 1    | Brandão 75e                                     | 12     | 10    |
| 27/10/2012 | J10 | Stade rennais          | Dom. | 2 - 0    | Aubameyang 22e, Cohade 49e                      | 15     | 5     |
| 03/11/2012 | J11 | Paris SG               | Ext. | 1 - 2    | Sakho 55e (csc), Aubameyang 73e                 | 18     | 6     |
| 10/11/2012 | J12 | ESTAC Troyes           | Dom. | 2 - 0    | Cohade 46e, Aubameyang 88e                      | 21     | 4     |
| 17/11/2012 | J13 | Évian TG               | Ext. | 2 - 2    | Gradel 10e 28e                                  | 22     | 5     |
| 24/11/2012 | J14 | Valenciennes FC        | Dom. | 1 - 0    | Hamouma 73e                                     | 25     | 4     |
| 01/12/2012 | J15 | AC Ajaccio             | Ext. | 0 - 0    |                                                 | 26     | 3     |
| 09/12/2012 | J16 | Olympique lyonnais     | Dom. | 0 - 1    |                                                 | 26     | 4     |
| 12/12/2012 | J17 | Girondins de Bordeaux  | Ext. | 0 - 0    |                                                 | 27     | 4     |
| 15/12/2012 | J18 | FC Lorient             | Dom. | 0 - 2    |                                                 | 27     | 8     |
| 22/12/2012 | J19 | Olympique de Marseille | Ext. | 1 - 0    |                                                 | 27     | 10    |

#### Matchs retour
| Date       | N o | Adversaire             | Lieu | Résultat | Buteurs pour Saint-Étienne                         | Points | Place |
| ---------- | --- | ---------------------- | ---- | -------- | -------------------------------------------------- | ------ | ----- |
| 11/01/2013 | J20 | Toulouse FC            | Dom. | 2 - 2    | Perrin 26e, Mollo 62e                              | 28     | 11    |
| 19/01/2013 | J21 | Stade brestois         | Ext. | 0 - 1    | Brandão 50e                                        | 31     | 8     |
| 27/01/2013 | J22 | SC Bastia              | Dom. | 3 - 0    | Brandão 9e, Aubameyang 79e, Guilavogui 85e         | 34     | 7     |
| 02/02/2013 | J23 | FC Sochaux-Montbéliard | Ext. | 1 - 2    | Aubameyang 23e, Lemoine 77e                        | 37     | 6     |
| 09/02/2013 | J24 | Montpellier HSC        | Dom. | 4 - 1    | Brandão 12e, Aubameyang 27e, Mollo 48e, Bodmer 74e | 40     | 4     |
| 17/02/2013 | J25 | Stade de Reims         | Ext. | 1 - 1    | Aubameyang 10e                                     | 41     | 5     |
| 23/02/2013 | J26 | AS Nancy-Lorraine      | Ext. | 0 - 3    | Brandão 17e, Aubameyang 40e 88e                    | 44     | 5     |
| 02/03/2013 | J27 | OGC Nice               | Dom. | 4 - 0    | Aubameyang 7e (pen.), Brandão 60e 74e, Mollo 70e   | 47     | 4     |
| 08/03/2013 | J28 | Stade rennais          | Ext. | 2 - 2    | Mollo 45 +1e, Aubameyang 65e                       | 48     | 4     |
| 17/03/2013 | J29 | Paris SG               | Dom. | 2 - 2    | Alex 37e (csc), Clerc 72e                          | 49     | 4     |
| 30/03/2013 | J30 | ESTAC Troyes           | Ext. | 2 - 2    | Aubameyang 8e, Brandão 31e                         | 50     | 4     |
| 07/04/2013 | J31 | Évian TG               | Dom. | 1 - 0    | Laquait 77e (csc)                                  | 53     | 3     |
| 12/04/2013 | J32 | Valenciennes FC        | Ext. | 0 - 0    |                                                    | 54     | 4     |
| 24/04/2013 | J33 | AC Ajaccio             | Dom. | 4 - 2    | Aubameyang 23e 88e, Bodmer 48e, Cohade 50e         | 57     | 4     |
| 28/04/2013 | J34 | Olympique lyonnais     | Ext. | 1 - 1    | Zouma 29e                                          | 58     | 4     |
| 03/05/2013 | J35 | Girondins de Bordeaux  | Dom. | 0 - 0    |                                                    | 59     | 5     |
| 12/05/2013 | J36 | FC Lorient             | Ext. | 3 - 1    | Zouma 80e                                          | 59     | 6     |
| 18/05/2013 | J37 | Olympique de Marseille | Dom. | 2 - 0    | Perrin 25e, Brandão 42e                            | 62     | 4     |
| 26/05/2013 | J38 | Lille OSC              | Ext. | 1 - 1    | Hamouma 59e                                        | 63     | 5     |

### Coupes nationales

#### Coupe de la Ligue
Le 30 août 2012, à midi, a lieu le tirage au sort des équipes pour les 1/16e de finale de la Coupe de la Ligue 2012-2013 : l'AS Saint-Étienne jouera alors contre le FC Lorient, à l'extérieur, le mercredi 26 septembre 2012.
| Date       | N o         | Adversaire                  | Lieu            | Résultat                  | Buteurs pour Saint-Étienne  | Suite                          |
| ---------- | ----------- | --------------------------- | --------------- | ------------------------- | --------------------------- | ------------------------------ |
| 26/09/2012 | 1/16e de f. | FC Lorient (L1)             | Ext.            | 1 - 1 (a. p.) (0 - 3 tab) | Brandão 54e                 | Qualifiés pour les 1/16e de f. |
| 30/10/2012 | 1/8e de f.  | FC Sochaux-Montbéliard (L1) | Ext.            | 0 - 3                     | Hamouma 10e 67e, Alonso 88e | Qualifiés pour les 1/4 de f.   |
| 27/11/2012 | 1/4 de f.   | Paris SG (L1)               | Dom.            | 0 - 0 (a. p.) (5 - 3 tab) |                             | Qualifiés pour les 1/2 de f.   |
| 15/01/2013 | 1/2 de f.   | Lille OSC (L1)              | Dom.            | 0 - 0 (a. p.) (7 - 6 tab) |                             | Qualifiés pour la finale       |
| 20/04/2013 | Finale      | Stade rennais (L1)          | Stade de France | 1 - 0                     | Brandão 18e                 | Vainqueurs                     |

#### Coupe de France
| Date       | N o         | Adversaire            | Lieu | Résultat                  | Buteurs pour Saint-Étienne                     | Suite                          |
| ---------- | ----------- | --------------------- | ---- | ------------------------- | ---------------------------------------------- | ------------------------------ |
| 06/01/2013 | 1/32e de f. | SM Caen (L2)          | Ext. | 2 - 3                     | Guilavogui 15e 66e, Mayi 24e                   | Qualifiés pour les 1/16e de f. |
| 23/01/2013 | 1/16e de f. | CS Meaux Academy (DH) | Ext. | 0 - 0 (a. p.) (3 - 5 tab) |                                                | Qualifiés pour les 1/8 de f.   |
| 26/02/2013 | 1/8e de f.  | LOSC Lille (L1)       | Dom. | 3 - 2                     | Chedjou 44e (csc), Aubameyang 50e, Brandão 75e | Qualifiés pour les 1/4 de f.   |
| 16/04/2013 | 1/4 de f.   | FC Lorient (L1)       | Dom. | 1 - 2                     | Aubameyang 74e                                 | Éliminés                       |

### Affluence
Le Stade Geoffroy-Guichard est en travaux cette année-là en prévision de l’Euro 2016. De ce fait, sa capacité est ramenée à 29551 places.

### Joueurs en sélection nationale

#### Équipe de France
Un seul Stéphanois aura les honneurs de l’Equipe de France cette année en la personne de Josuha Guilavogui qui jouera 2 rencontres de l’Equipe de France.
| Joueurs           | Position | Date       | Lieu         | Type rencontre | Adversaire | Score | Temps de jeu |
| Josuha Guilavogui | Milieu   | 05.06.2013 | Montevideo   | Amical         | Uruguay    | 1 - 0 | 22           |
| Josuha Guilavogui | Milieu   | 09.06.2013 | Porto Alegre | Amical         | Brésil     | 3 - 0 | 90           |

#### Sélections étrangères
| Nom                       | Éliminatoires CM ou CAN | Éliminatoires CM ou CAN | Éliminatoires CM ou CAN | Éliminatoires CM ou CAN | CAN | CAN         | CAN    | CAN          | Matchs amicaux | Matchs amicaux | Matchs amicaux | Matchs amicaux | Total | Total       | Total  | Total        |
| Nom                       | MJ                      | But inscrit             | Averti                  | Carton rouge            | MJ  | But inscrit | Averti | Carton rouge | MJ             | But inscrit    | Averti         | Carton rouge   | MJ    | But inscrit | Averti | Carton rouge |
| ------------------------- | ----------------------- | ----------------------- | ----------------------- | ----------------------- | --- | ----------- | ------ | ------------ | -------------- | -------------- | -------------- | -------------- | ----- | ----------- | ------ | ------------ |
| Faouzi Ghoulam            | 2                       | 0                       | 0                       | 0                       | 0   | 0           | 0      | 0            | 1              | 0              | 0              | 0              | 3     | 0           | 0      | 0            |
| Max Gradel                | 2                       | 2                       | 0                       | 0                       | 3   | 0           | 1      | 0            | 0              | 0              | 0              | 0              | 5     | 2           | 1      | 0            |
| Pierre-Emerick Aubameyang | 5                       | 4                       | 0                       | 0                       | 0   | 0           | 0      | 0            | 0              | 0              | 0              | 0              | 5     | 4           | 0      | 0            |
| Moustapha Bayal Sall      | 1                       | 0                       | 0                       | 0                       | 0   | 0           | 0      | 0            | -              | 0              | 0              | 0              | 1     | 0           | 0      | 0            |